# Lokomotiv-Stadion (Gorna Orjachowiza)
Das Lokomotiv-Stadion (bulgarisch Стадион „Локомотив“) ist ein Fußballstadion mit Leichtathletikanlage, das auch für Speedway-Veranstaltungen genutzt wird,  in der bulgarischen Stadt Gorna Orjachowiza, Oblast Weliko Tarnowo, im Norden des Landes.
Es ist seit 1956 das Heimspielstätte des örtlichen Fußballvereins Lok Gorna Orjachowiza und verfügt über 16.000 Plätze, davon 10.500 Sitzplätze. Der Rekordbesuch von 19.500 Zuschauern wurde bei einem Spiel gegen Lewski Sofia erreicht.
Erstmals wurde die Anlage 1978 renoviert. Um den Lizenzkriterien des bulgarischen Fußballverbandes zu entsprechen, wurde es 2016 neuerlich umfangreich saniert und renoviert.